# Quercus arizonica
Quercus arizonica là một loài thực vật có hoa trong họ Cử. Loài này được Sarg. miêu tả khoa học đầu tiên năm 1895.

## Hình ảnh

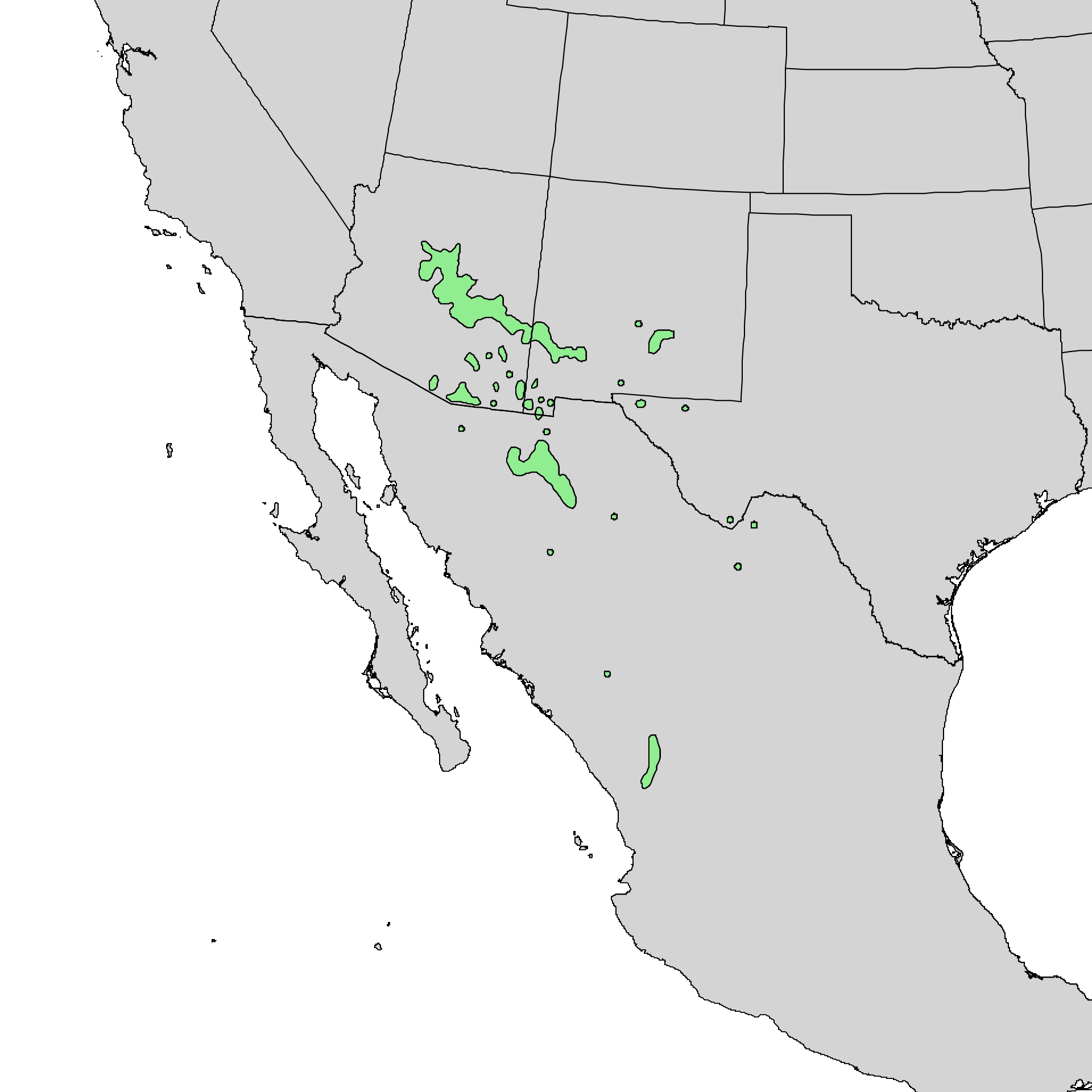
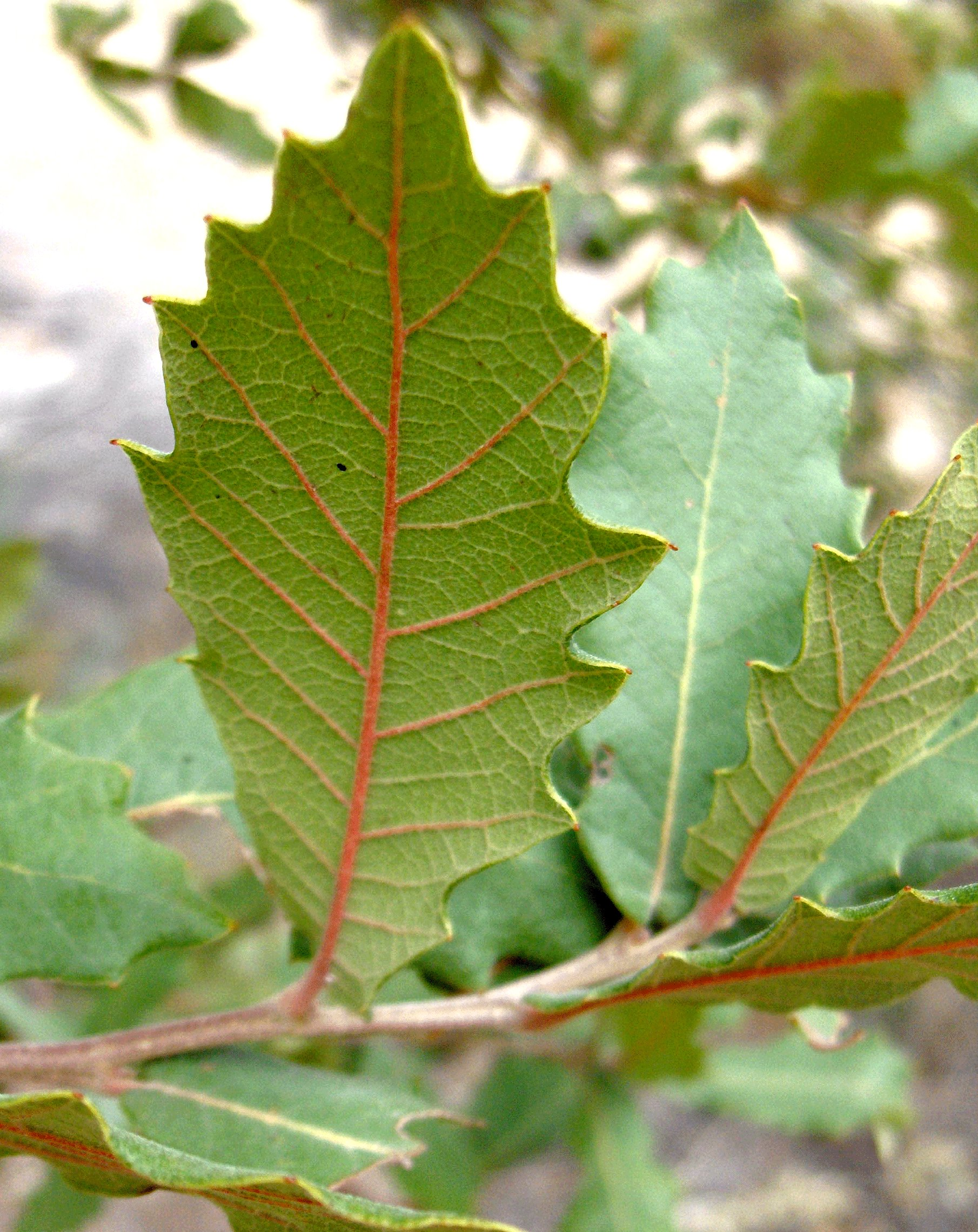